# AMX-38
AMX-38 – francuski prototypowy czołg lekki opracowany przez przedsiębiorstwo AMX w 1937 roku. Zbudowano dwa prototypowe egzemplarze pojazdu, nie podjęto jednak jego produkcji seryjnej.